# Юхово (Спировский район)
Юхово — деревня в Спировском районе Тверской области.

## География

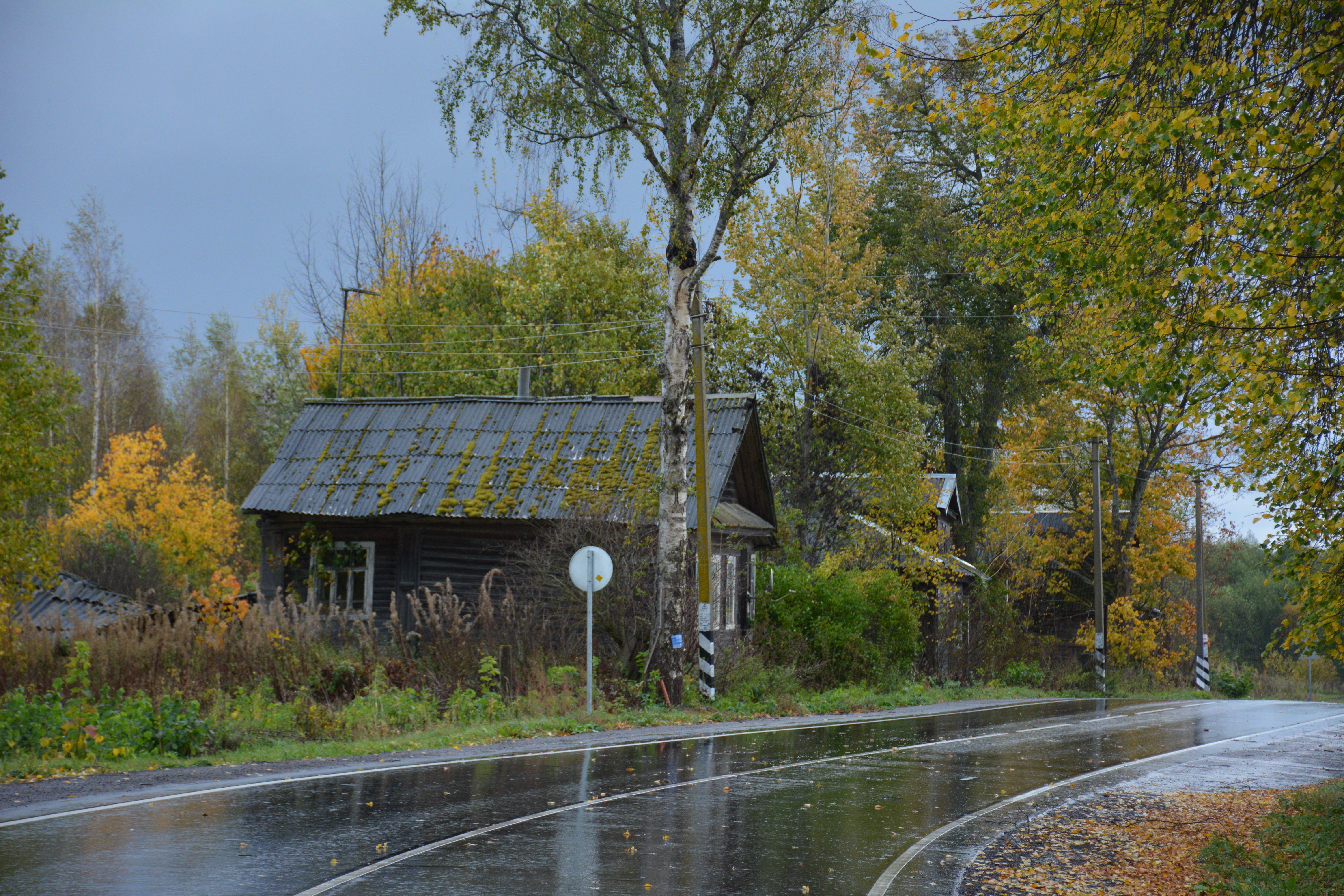
Юховские дома

Находится в центральной части Тверской области на расстоянии приблизительно 2 км на запад по прямой от районного центра поселка Спирово.

## История
Деревня была отмечена ещё на карте 1825 года. В 1859 году здесь (деревня Вышневолоцкого уезда) было учтено 6 дворов. До 2021 года входила в состав Выдропужского сельского поселения Спировского района до его упразднения.

## Население
Численность населения: 28 человек (1859 год), 14 (русские 93 %, карелы 7 %) в 2002 году, 12 в 2010.